# Niall
Niall (Aussprache: ˈnaɪəl, niːl) ist ein im irisch-gälischen und schottisch-gälischen Sprachraum verbreiteter männlicher Vorname.

## Bedeutung
Die Bedeutung des Namens ist ungeklärt. Vermutet werden Beziehungen zu den Wörtern nél („Wolke“) oder niachas („Ritterlichkeit“, „Sieger“).

## Namensträger

### Historische Personen
- Níall Noígíallach († ca. 450), irischer Hochkönig
- Niall mac Áeda, genannt Niall Caille († 846), irischer Hochkönig
- Niall Mac Aodh († 1139), irischer Adliger
- Niall mac Dhonnchaidh († 1256), schottischer Adliger

### Vorname
- Niall Breen (* 1986), irischer Rennfahrer
- Niall Buggy (* 1948), irischer Schauspieler
- Niall Canavan (* 1991), englischer Fußballspieler
- Niall Farrell (Pokerspieler) (* 1987), britischer Pokerspieler
- Niall Farrell (Boxer) (* 1997), britischer Boxer
- Niall Ferguson (* 1964), britischer Historiker
- Niall Horan (* 1993), irischer Sänger der Boyband One Direction
- Niall MacGinnis (1913–1977), irischer Schauspieler
- Niall Mackenzie (* 1961), britischer Motorradrennfahrer
- Niall Ó Brolcháin (* 1965), irischer Politiker
- Niall Garve O’Donnell (1560–1626), irischer Adliger
- Niall Rudd (1927–2015), britischer Klassischer Philologe irischer Herkunft
- Niall Tóibín (1929–2019), irischer Schauspieler
- Niall Williams (* 1958), irischer Schriftsteller und Dramatiker